# Ravenstonedale

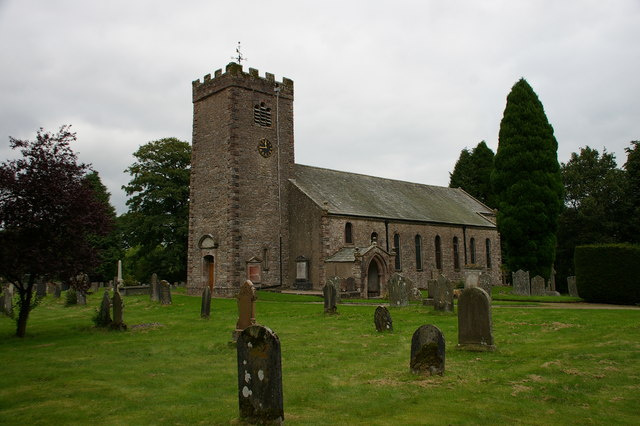
L'église de Ravenstonedale.

Ravenstonedale est un village et un civil parish de Cumbria (Angleterre), sur la ligne de partage des eaux entre la Lune et l’Eden. La commune est divisée en quatre parties : le centre-ville, Newbiggin-on-Lune, Bowderdale et Fell End.
Le village était autrefois desservi par la Gare de Ravenstonedale.

## Monuments
L'église, dédiée à Saint Oswald de Northumbrie, date du XVIIIe siècle et possède un intérieur intéressant, dans le style collégial, où les rangées de bancs font face à l'allée centrale. Au nord se trouvent les restes d'une abbaye de l'Ordre de Saint-Gilbert construite au XIIe siècle.